# Церковь Апостола Петра (Яффа)
Храм святого апостола Петра и праведной Тави́фы — православный храм в городе Яффа (южная часть Тель-Авива), Израиль, на подворье Праведной Тавифы, находящемся в ведении Русской духовной миссии (Московский патриархат) в Иерусалиме. Освящён в честь праздника Поклонения честным веригам апостола Петра (16 января по юлианскому календарю); северный придел — в честь праведной Тавифы (память 25 октября по юлианскому календарю; и переходящее празднование в Неделю 4-ю по Пасхе).
Рядом с церковью находится гробница праведной Тавифы, где она, согласно местному преданию, была похоронена. Захоронение украшено византийскими мозаиками V—VI веков. Над гробницей устроена часовня.

## История

Дом для паломников в Яффе

Храм был построен на участке, приобретённом при участии православного архимандрита Антонина (Капустина) в 1868 году. Ещё до строительства церкви на купленной земле был построен странноприимный дом (гостиница) для православных паломников, прибывавших в Палестину через порт Яффа, выкопан колодец, посажены плодовые (апельсины, лимоны, маслины, гранаты, смоквы) и декоративные (кипарисы, эвкалипты, сосны) деревья.
Как правило, маршрут таких паломников лежал в Иерусалим через селения Рамле, Лод и Абу-Гош в сопровождении охраны и представителей Русской духовной миссии в Иерусалиме, а с 1882 года и Императорского православного палестинского общества. Значимость пристанища для паломников ещё более увеличилась после открытия Яффо-Иерусалимской железной дороги.
В строительстве храма, начатом 6 октября 1888 года в присутствии великих князей Сергея и Павла Александровичей и великой княгини Елисаветы Федоровны, принимали участие итальянские мастера и местные жители, иконы писал художник и критик А. З. Ледаков.
16 (28) января 1894 года церковь была освящена патриархом Иерусалимским Герасимом в сослужении митрополита Петра Аравийского и архиепископа Иорданского, а также архимандрита Антонина.
К концу XX века храм, как и прочие здания подворья, обветшали. Активные восстановительные работы начались в 1995 году и завершились к 2000 году при игумене Пимене (Хараиме), бывшем ключарём подворья до конца 2010 года.
В ноябре 2008 года сообщалось, что налоговое ведомство Израиля предъявило иск Русской духовной миссии за неуплату налогов на «неиспользуемую землю»; под арестом якобы оказался участок подворья в Яффе площадью 3,2 гектара. Эти сведения оказались ошибочными.

## Архитектура и убранство
Церковь апостола Петра была спроектирована при участии архимандрита Антонина, который долгое время был настоятелем посольских церквей в Афинах и в Константинополе, где имел возможность изучить греко-византийское зодчество. Вероятно, именно поэтому в пропорциях храма ощутимо влияние византийской архитектуры.

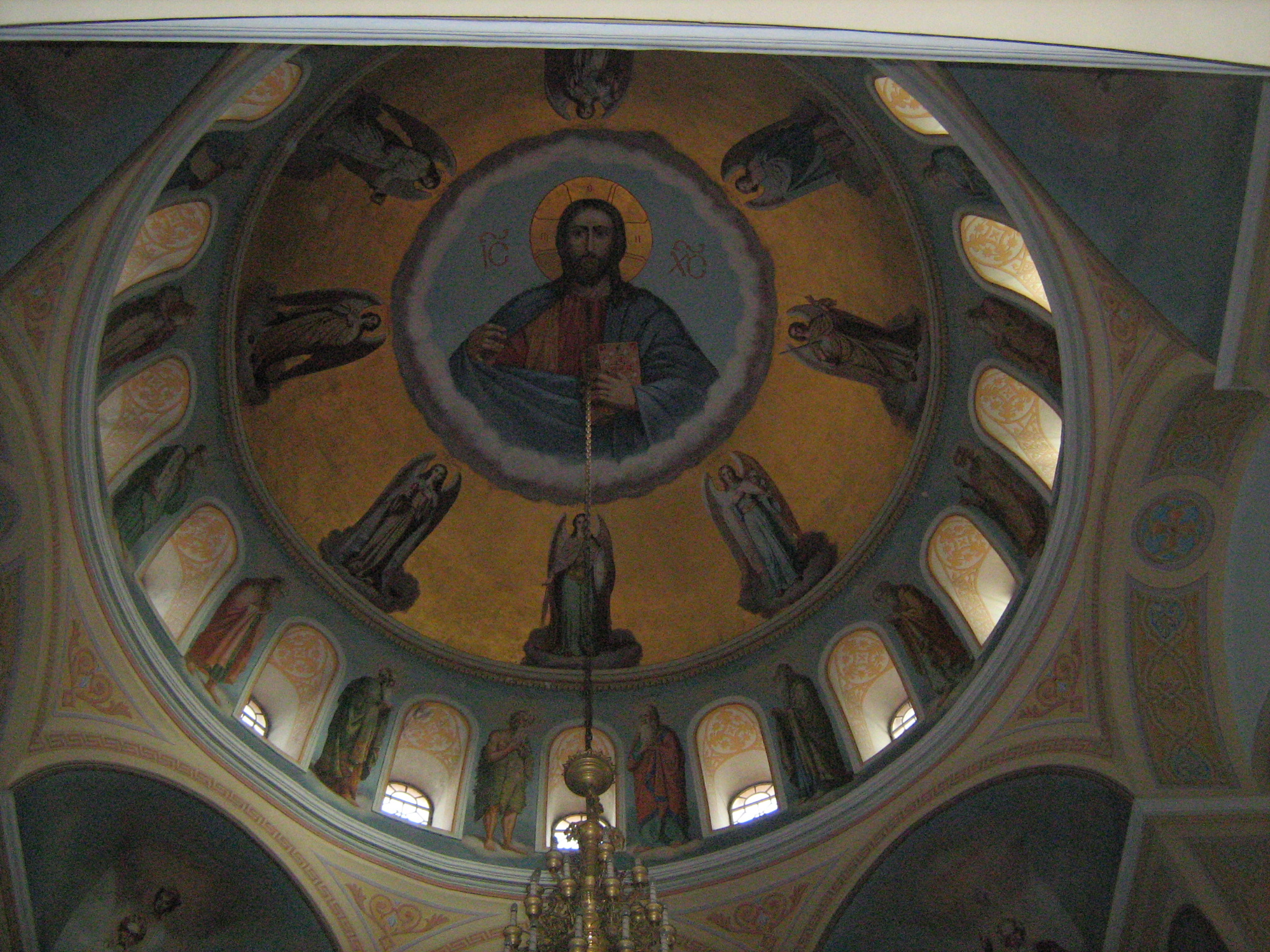
Роспись купола

Колокольня храма, освященного во имя святого апостола Петра и праведной Тавифы, является самой высокой точкой Яффы.
Церковь имеет два алтаря: центральный в честь честных вериг апостола Петра, левый придел праведной Тавифы.
Двухъярусный белый иконостас был подарен ИППО. В местном ряду, слева от иконы Божьей Матери располагается главный, престольный образ — «Воскрешение Тавифы».
Стенные росписи были осуществлены при архимандрите Леониде (Сенцове) в 1905 году. По преданию, здесь работали мастера из Почаевской лавры. На стенах храма, как и в верхнем ярусе, на хорах, представлены сцены из жизни апостола Петра. На алтарных столпах, отделяющих жертвенник и диаконник от алтаря, изображены Петр и Павел. На остальных столпах, в верхней их части, на уровне хоров — другие десять из числа Двенадцати апостолов.

## Святыни

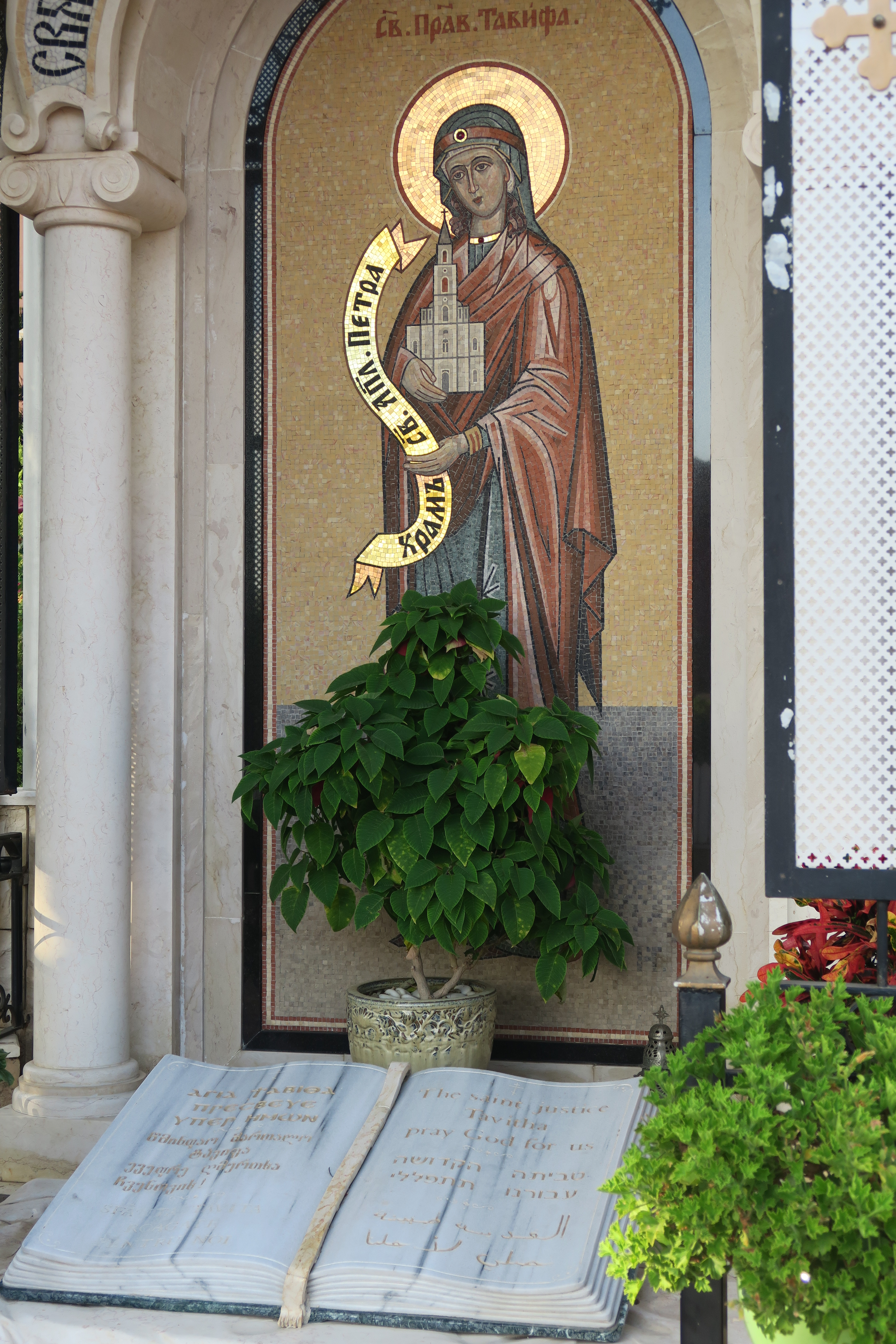
Праведная Тавифа

При раскопках в саду архимандриту Антонину и иерусалимскому архитектору Конраду Шику удалось найти гробницу праведной Тавифы с хорошо сохранившейся мозаикой византийской эпохи V—VI веков. Позже над гробницей была сооружена часовня.